# Saison 16 de New York, police judiciaire
Chronologie
Saison 15 Saison 17
La seizième saison de New York, police judiciaire, série télévisée américaine, est constituée de vingt-deux épisodes, diffusée du 21 septembre 2005 au 17 mai 2006 sur NBC.

## Distribution

### Acteurs principaux
- Dennis Farina : détective Joe Fontana
- Jesse L. Martin : détective Ed Green
- S. Epatha Merkerson : lieutenant Anita Van Buren
- Sam Waterston : premier substitut du procureur Jack McCoy
- Annie Parisse : substitut du procureur Alexandra Borgia
- Fred Dalton Thompson : procureur Arthur Branch

### Acteurs récurrents

#### NYPD

##### Policiers
- Selenis Leyva : détective Mariluz Rivera (épisodes 1, 4, 6, 7, 8, 11 et 20)

##### Police scientifique
- Harry Bouvy : technicien scientifique (épisodes 1 et 14)

## Épisodes

### Épisode 1:L'Arrangement
- États-Unis : 21 septembre 2005 sur NBC

- États-Unis : 13,03 millions de téléspectateurs (première diffusion)

- Henry Afro-Bradley : Freddy
- Sidné Anderson : superviseur
- Adam Arkin : avocat de la défense Charlie Graham
- Tim Barker :  Savitsky
- Patrick Michael Buckley : Jimmy Clark
- Chris Clavelli : Saunders
- Robert Colston : Luther
- Ray Crisara : ESU Leader
- Lindsay Crouse : juge Deidre Hellstrom
- Angel Desai : assistante médecin-légiste Judy Waxman
- Brud Fogarty : Phelan
- Wendy Hoopes : Denise Clark
- James LeGros : Dwight Jacobs
- Harry Prichett : Bernard Heinz
- Adam Saunders : uniforme
- Brooke Smith : avocate de la défense Margot Bell
- Dale Soules :  Agatha Jacobs
- Scarlett Sperduto : Jennifer Clark

### Épisode 2:La Manipulatrice(2/2)
- États-Unis : 28 septembre 2005 sur NBC

- États-Unis : 15,06 millions de téléspectateurs (première diffusion)

### Épisode 3:Le Fantôme de Sara Dolan
- États-Unis : 5 octobre 2005 sur NBC

- États-Unis : 12,59 millions de téléspectateurs (première diffusion)

### Épisode 4:Vivre et laisser mourir
- États-Unis : 12 octobre 2005 sur NBC

- États-Unis : 10,92 millions de téléspectateurs (première diffusion)

### Épisode 5:La Couverture
- États-Unis : 19 octobre 2005 sur NBC

- États-Unis : 12,33 millions de téléspectateurs (première diffusion)

### Épisode 6:Le Droit de naître
- États-Unis : 2 novembre 2005 sur NBC

- États-Unis : 12,57 millions de téléspectateurs (première diffusion)

### Épisode 7:Le Château de cartes
- États-Unis : 9 novembre 2005 sur NBC

- États-Unis : 10,86 millions de téléspectateurs (première diffusion)

### Épisode 8:Frères d'armes
- États-Unis : 16 novembre 2005 sur NBC

- États-Unis : 11,44 millions de téléspectateurs (première diffusion)

### Épisode 9:Liste noire
- États-Unis : 23 novembre 2005 sur NBC

- États-Unis : 11,93 millions de téléspectateurs (première diffusion)

### Épisode 10:Quand la police s'en mêle
- États-Unis : 30 novembre 2005 sur NBC

- États-Unis : 12,87 millions de téléspectateurs (première diffusion)

### Épisode 11:Le Livre sacré
- États-Unis : 7 décembre 2005 sur NBC

- États-Unis : 12,13 millions de téléspectateurs (première diffusion)

### Épisode 12:Petit commerce entre amis
- États-Unis : 11 janvier 2006 sur NBC

- États-Unis : 12,83 millions de téléspectateurs (première diffusion)

### Épisode 13:Les Ombres du cœur
- États-Unis : 18 janvier 2006 sur NBC

- États-Unis : 12,38 millions de téléspectateurs (première diffusion)

### Épisode 14:Discrimination positive
- États-Unis : 8 février 2006 sur NBC

- États-Unis : 14,53 millions de téléspectateurs (première diffusion)

### Épisode 15:La Mauvaise graine
- États-Unis : 1er mars 2006 sur NBC

- États-Unis : 12,39 millions de téléspectateurs (première diffusion)

### Épisode 16:Le Prix d'une carrière
- États-Unis : 8 mars 2006 sur NBC

- États-Unis : 11,79 millions de téléspectateurs (première diffusion)

### Épisode 17:Le Négociateur
- États-Unis : 22 mars 2006 sur NBC

- États-Unis : 9,00 millions de téléspectateurs (première diffusion)

### Épisode 18:La Fin et les moyens
- États-Unis : 29 mars 2006 sur NBC

- États-Unis : 9,35 millions de téléspectateurs (première diffusion)

### Épisode 19:Effets pervers
- États-Unis : 5 avril 2006 sur NBC

- États-Unis : 10,84 millions de téléspectateurs (première diffusion)

### Épisode 20:Vrai ou faux?
- États-Unis : 3 mai 2006 sur NBC

- États-Unis : 10,66 millions de téléspectateurs (première diffusion)

### Épisode 21:Les Larmes du passé
- États-Unis : 10 mai 2006 sur NBC

- États-Unis : 12,68 millions de téléspectateurs (première diffusion)

### Épisode 22:Procès truqué
- États-Unis : 17 mai 2006 sur NBC

- États-Unis : 13,59 millions de téléspectateurs (première diffusion)